# Kenneth Leighton

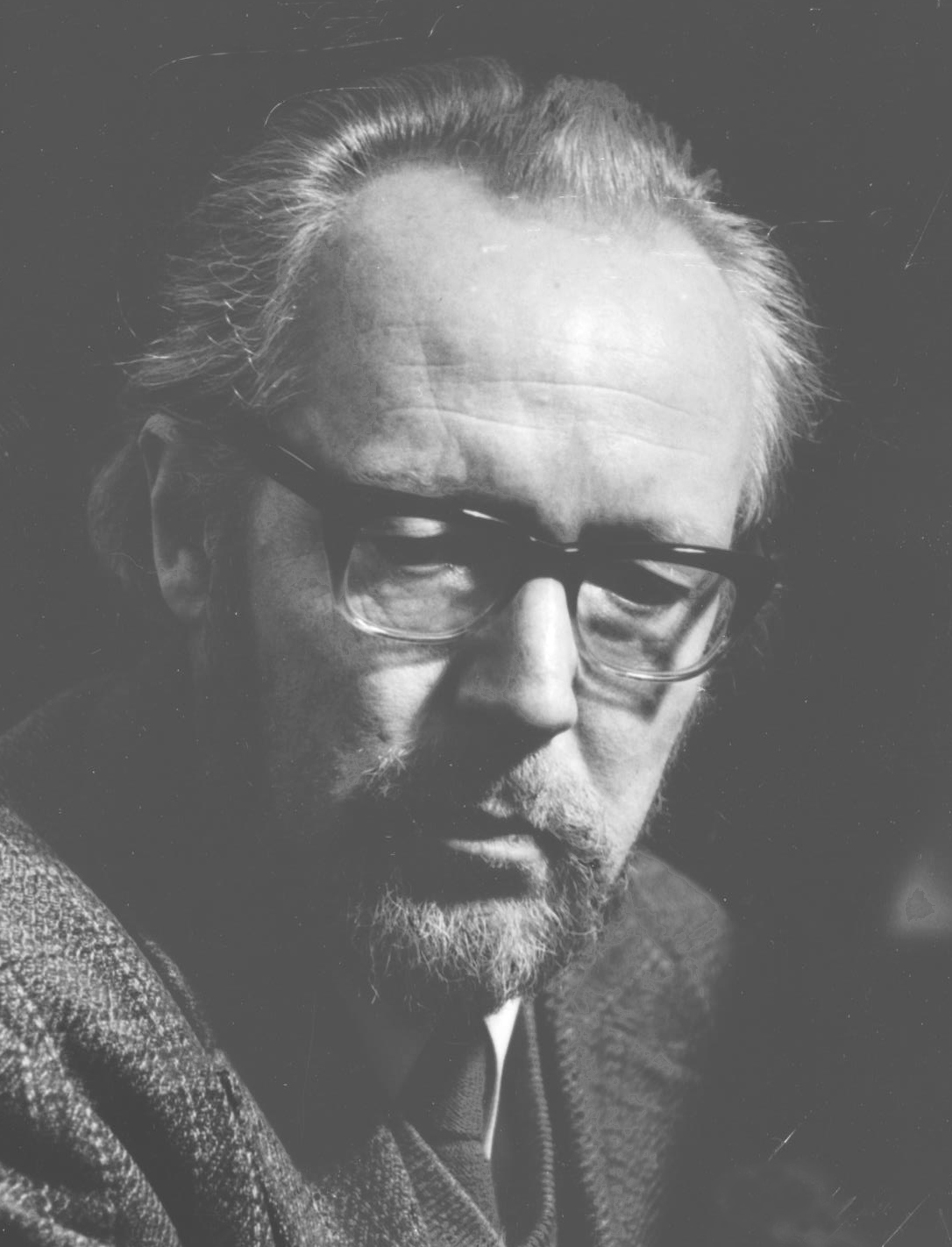
Kenneth Leighton in 1981

Kenneth Leighton (Wakefield, 2 oktober 1929 – Edinburgh, 24 augustus 1988) was een Brits componist.
Zijn muzikale carrière begon als koorknaap in de Wakefield Cathedral; hij zong daar van 1937 tot 1942. In 1946 haalde hij een diploma uitvoerend pianist aan een van de filialen van de Royal Academy of Music (LRAM). Zijn belangstelling ging echter uit naar een studie van De klassieken. Een studie die begon aan het The Queen’s College, Oxford in 1947. Tegelijkertijd begon hij een studie muziek. Zijn eerste composities voltooide hij terwijl hij nog met zijn hoofd in de boeken zat. In 1950 rondde hij zijn studie klassieken af, in 1951 gevolgd door de muziek. Hij kon met een beurs verder studeren bij de toen Italiaanse avant-gardecomponist Goffredo Petrassi.
In plaats van zijn volledige inzet te geven aan componeren, begon Leighton les te geven; eerst aan de Royal Marine School of Music in Deal (Kent) (1952-53), later aan de  Universiteit van Leeds (1953-56). Kennelijk trok het noorden, want van 1956 was hij docent muziek aan de Universiteit van Edinburgh. In 1968 maakte hij een uitstap terug naar Oxford. In 1970 werd hij benoemd tot professor muziek van de universiteit van Edinburgh, waar hij les bleef geven tot zijn dood in 1988. Zijn leerling Nigel Osborne volgde hem op.
Leighton voltooide een honderdtal werken, waarvan de meeste werden uitgegeven door Novello & Co. Gedurende zijn leven kreeg hij veel verzoeken tot werken en hij viel met zijn composities ook regelmatig in de prijzen. Zijn muzikale basis van koorknaap heeft hij niet losgelaten, veel van zijn werken zijn geschikt voor dan wel speciaal geschreven voor (kerk-)koren. In Nederland is hij slechts in kleine kring bekend, waarschijnlijk juist door zijn hang naar met name Anglicaanse teksten en muziek. De muziek maakte een ontwikkeling door in de trends die opgang deden in de klassieke muziek van de 20e eeuw, maar de basis van zijn werk bleef altijd romantiek.  
Naast componist was Leighton ook uitvoerend musicus, maar op veel bescheidener schaal. Hij speelde regelmatig piano als solist of in kamerensembles, maar was ook soms dirigent van eigen werk. Dirigent Richard Hickox was bezig met de opname van een serie Leighton-uitgaven voor Chandos toen hij overleed.

## Oeuvre
Hieronder een lijst van werken met opusnummer; er zijn ook nog een aantal zonder
- opus 1a: Sonatine nr. 1 voor piano
- opus 1b: Sonatine nr. 2 voor piano
- opus 2: Sonate voor piano nr. 1
- opus 3: Symfonie voor strijkers
- opus 4: Sonate nr. 1 voor viool en piano
- opus 5: Elegie voor cello en piano
- opus 6: 1950: Veris Gratia; de cantate
- opus 7: Scherzo voor twee pianos
- opus 8: Hippolytus
- opus 9: Veris Gratia; de suite voor hobo, cello en strijkers
- opus 10:Just now the lilac is in bloom
- opus 11: 1951: Pianoconcert nr. 1 in d-mineur (gereviseerd 1959)
- opus 12: 1952: Vioolconcert
- opus 13: onbekend
- opus 14: Primavera Romana
- opus 15: 1952 : Concert voor altviool, harp, strijkers en pauken
- opus 16: 1958:The Light Invisible; Sinfonia Sacra
- opus 17: Sonate nr. 2 voor piano
- opus 18: 1957: Passacaglia, koraal en fuga voor orkest (première 1959)
- opus 19: 1957:Burleque voor orkest (première 1959 tijdens Proms
- opus 19a: Serenade in C voor dwarsfluit en piano
- opus 20: Sonate nr. 2 voor viool en piano
- opus 21: A Christmas Caroll
- opus 22: Vijf studies voor piano
- opus 23: Concert voor hobo en strijkorkest
- opus 24: Fantasia contrapuntistica; een hommage aan Bach
- opus 25a: The Star Song
- opus 25b: Lully, lulla thou little tiny child
- opus 25c: An ode to the birth of our saviour
- opus 26: 1954: Concert voor twee piano’s, strijkorkest en pauken (onuitgegeven)
- opus 27: Sonate nr. 3 voor piano
- opus 28: The Byrds
- opus 29: 1955: Fantasie op de naam Bach voor altviool en piano
- opus 30: Variaties voor piano
- opus 31: 1956: Celloconcert nr. 1 (eerste uitvoering met Florence Hooton)
- opus 32: Strijkkwartet nr. 1
- opus 33: Strijkkwartet nr. 2
- opus 34: Pianokwintet
- opus 35: Partita voor cello en piano
- opus 36: Negen variaties voor piano
- opus 37: 1960: Pianoconcert nr. 2 (première 1962)
- opus 38: 1961:Crucifixus Pro Nobis
- opus 39: 1961: Concert voor strijkorkest
- opus 40: Missa Sancti Thomae
- opus 41: 1962: Prelude, scherzo en passacaglia voor orgel
- opus 42: 1964: Symfonie nr. 1
- opus 43: Zeven variaties voor strijkkwartet
- opus 44: Mis
- opus 45: Communion Service
- opus 46: Trio voor viool, cello en piano
- opus 47: Stukken voor Angela (voor piano)
- opus 48: Metamorphosen voor viool en piano
- opus 49: Et Ressurexit (Thema, fantasie en fuga)
- opus 50: Missa Brevis
- opus 51: Conflicten (fantasie op twee thema’s) voor piano
- opus 52: Sonate voor cello solo
- opus 53: Danssuite nr. 1 voor orkest
- opus 54: Drie psalmen
- opus 55: An Easter Sequence
- opus 56: Zes studies (studievariaties)
- opus 57: 1969 : Pianconcert nr. 3 `Concerto Estivo`
- opus 58: 1970: Concert voor orgel, strijkorkest en pauken
- opus 59: Danssuite nr. 2 voor orkest
- opus 60: Dansouverture voor orkest
- opus 61: Laudes Animantium
- opus 62: Magnificat en Ninc Dimittis – Tweede Dienst
- opus 63: Kwartet in een beweging (Contrasts and variants)
- opus 64: 1972:Sonate voor piano solo
- opus 65: Zes Elizabethiaanse teksten
- opus 66: The Sarum Mass
- opus 67: Mass for Ampleforth
- opus 68: Laudate Pueri
- opus 69: 1974: Symfonie nr. 2 “Sinfonia Mistica”
- opus 70: Fantasie op een Amerikaanse hymne voor klarinet, cello en piano
- opus 71: Laudes Montium
- opus 72: Zes fantasias op hymnes voor orgel
- opus 73: Martyrs (orgelduet op basis van een Schotse psalmmelodie)
- opus 74: Hymn to Matter
- opus 75: 1978:Sequence for All Saints
- opus 76: Improvisaties (De Profundis)
- opus 77: 1978: Columba (zijn enige opera)
- opus 78: Columba Mea
- opus 79: Awake My Glory
- opus 80: Er is Genug voor viool en orgel
- opus 81: Missa Cornelia
- opus 82: Missa de Gloria (Mis voor orgel)
- opus 83: Animal Heaven voor sopraan, blokfluit, cello en klavecimbel
- opus 84: These are Thy Wonders; voor tenor en piano
- opus 85: Alleluia Pascha Nostrum, voor cello en piano
- opus 86: Huisdieren voor piano
- opus 87: 1982: Fantasieoktet, een hommage aan Percy Grainger
- opus 88: 1982:Concert voor klavecimbel, dwarsfluit (of blokfluit) en orkest
- opus 89: Danssuite nr. 3 voor orkest
- opus 90: 1984: Symfonie nr. 3 “Laudes musicae`
- opus 91: 1984: The World's Desire
- opus 92: Sonate voor piano vierhandig
- opus 93: Veni redemptor voor orgel
- opus 94: Earth, Sweet Earth... (Laudes Terrae) voor tenor en piano
- opus 95: Vier romantische stukjes voor piano
- opus 96: Prelude, hymne en toccata voor twee pianos

- 1967; O God, enfold me in the sun
- 1968: Morning Canticles
- 1975: Rockingham voor orgel

## Opnamen (selectie)
- Complete Solo Piano Works - Delphian DCD34301-3
- Preces and Responses - Delphian DCD34017
- Complete orgelwerken - Priory Records
- Complete strijkkwartetten - Meridian
- Veris Gratia Suite – Chandos
- Celloconcert  - Chandos
- Symfonieën 1,2 en 3  - Chandos
- Koorwerken - Hyperion
- Koorwerken - verspreid over verzamelalbums